# Edmund Köster
Edmund Köster (Marne, 13 de julio de 1896-Catania, 8 de julio de 1943) fue un modelista alemán, que desarrolló un estilo propio y muy reconocible de maquetas de barcos a escala. Fallecío en combate durante la Segunda Guerra Mundial. 

## Biografía y obra
Edmund Köster se graduó en la escuela primaria y su pasatiempo favorito era la construcción de maquetas. Se graduó en la escuela secundaria en Hamburgo en 1914 y luego fue reclutado. Sirvió en el Regimiento de Infantería Hanseático 76 y recibió varias condecoraciones por su valentía. Después de la guerra completó su aprendizaje como librero. Se casó en 1922 y tuvo dos hijos. Se mudó y en 1927 instaló un pequeño taller de modelismo en su nuevo apartamento en Hamburgo-Barmbek, donde construyó modelos de granjas para animales de elastolina, así como componentes portuarios y barcos para sus hijos.

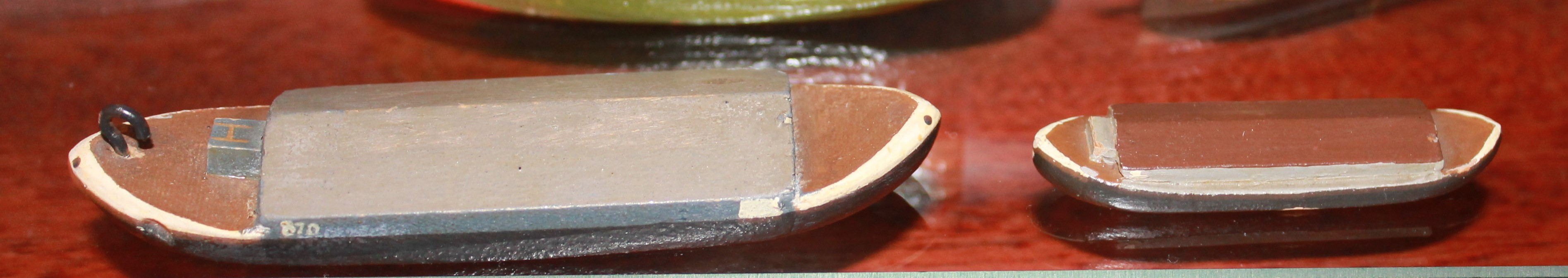
Escala 1:200 y 1:400

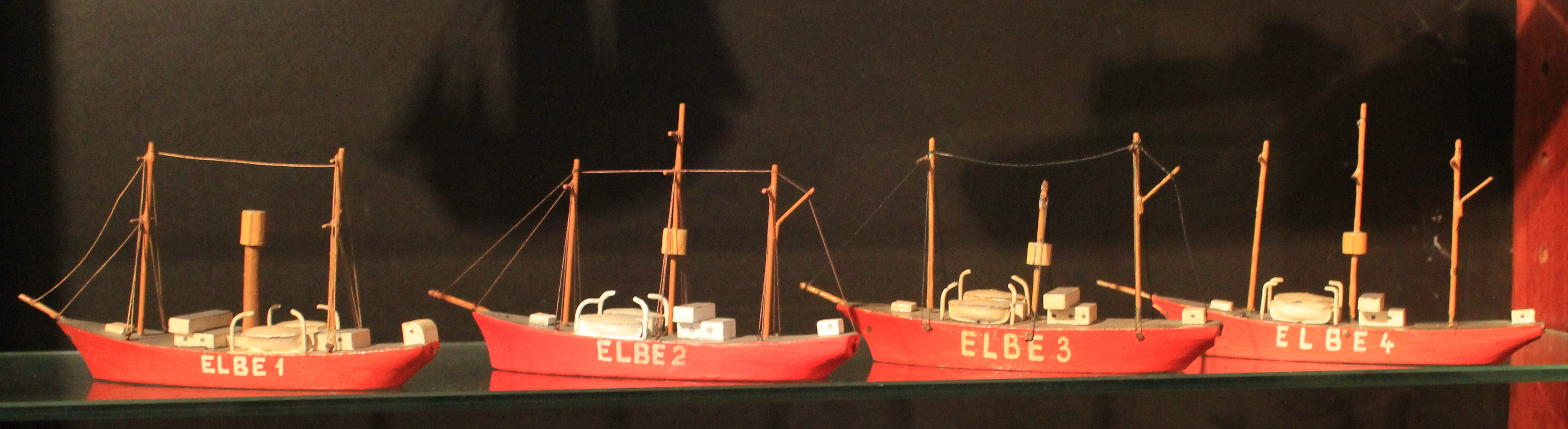
Buques faro

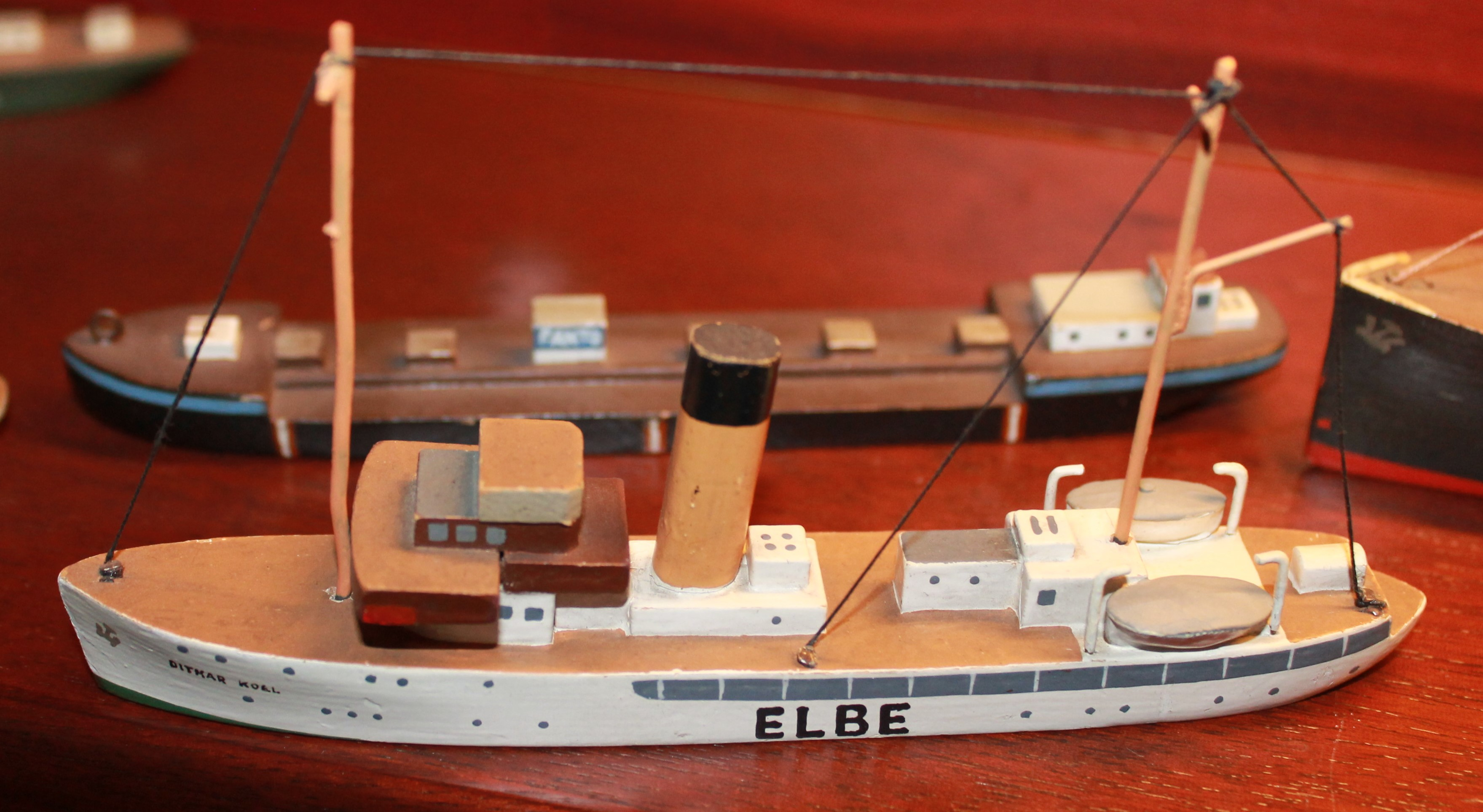
Pequeño carguero y buque de navegación interior

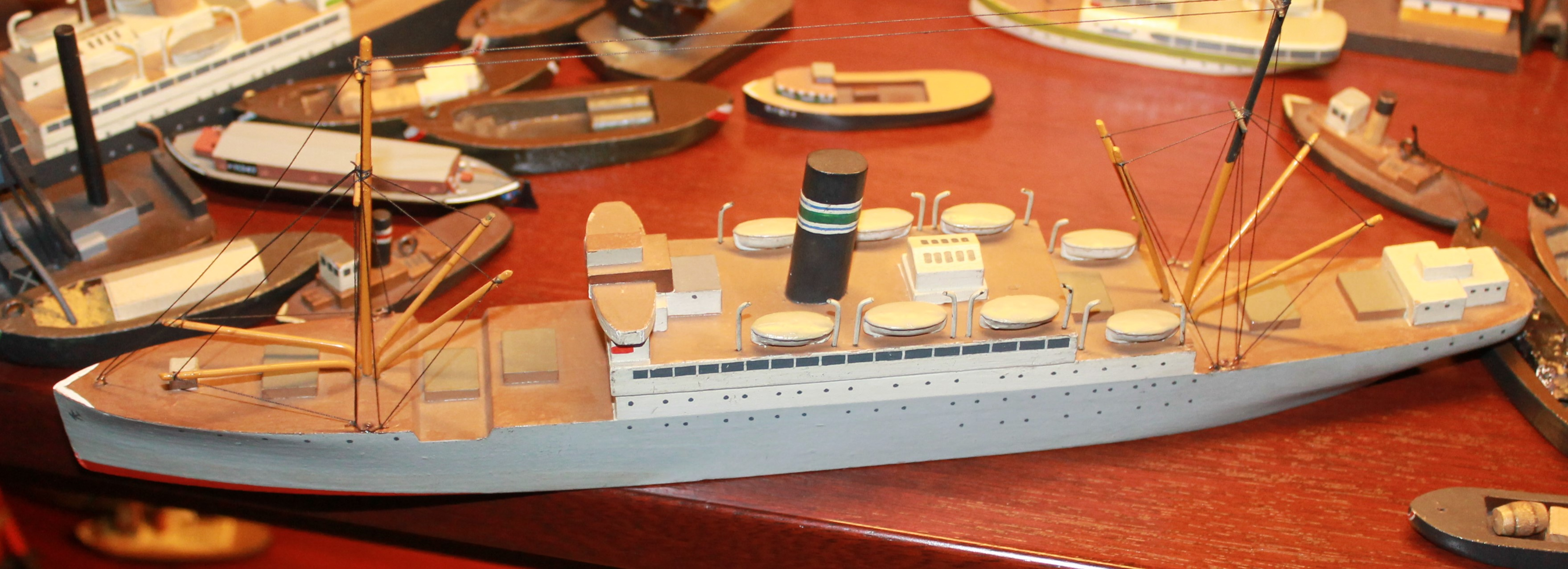
Carguero de la naviera DAL

### Los modelos Köster
Köster empezó construyendo una granja en miniatura para sus hijos, a lo que siguió la construcción de dioramas y belenes para su familia y los vecinos. Después de que sus hijos empezaron la escuela, pasó a fabricar maquetas para su ferrocarril Märklin de ancho 0 (inicialmente en escala 1:45 en construcción compuesta de chapa y madera), así como maquetas navales.
En 1928 se convirtió en un fabricante de modelos autónomo, pero las maquetas grandes y caras se volvieron cada vez más difíciles de vender a medida que crecía la crisis económica mundial. Por ello comenzó a trabajar en modelos más pequeños, a escala 1:400. Además de barcos individuales, fue creando sets de construcción portuarios con barcos y componentes portuarios. Se les conoció como "Hanse Hafenbaukasten".  Estaban hechos de madera, a nivel de línea de flotación. Eran diseños sencillos, pero que mostraban todas las características esenciales de cada barco. Desarrollando este concepto, Köster se convirtió en un maestro.
A partir de 1932 construyó modelos de línea de flotación más robustos a escala 1:400, y para los buques portuarios más pequeños, 1:250, para que incluso pudieran servir como "juguetes de mesa". Estos se conocieron cada vez más como modelos Köster, tenían impreso el escudo de armas de la familia, los Kösterbell, en la parte inferior y al principio se mostraban y describían en folletos pintados a mano que se entregaban sólo por un precio simbólico. Los modelos de madera tenían un casco relativamente grande y los barcos portuarios más pequeños tenían una escala ligeramente mayor, para facilitar su manejo. Durante esta época se crearon los primeros folletos y pequeños catálogos de Köster, pintados a mano.
En 1933 y 1934, los barcos aparecieron mencionados como "Köster Kleinschiffahrt" en el Deutsche Marine Zeitung, y su reputación se extendió entre organizaciones como, por ejemplo, agencias de viajes, que estaban encantadas de contar con estos modelos para exponerlos. A partir de 1936/37 fue recibiendo cada vez más encargos y realizó dioramas para museos, para publicidad del Reich, para la Marina y sus escuelas, y también se utilizaron sus modelos para lecciones de náutica. Así, esa afición inicial se convirtió en un trabajo profesional.
Finalmente, Köster terminó abriendo una fábrica de maquetas de hasta 22 empleados. Además de los compradores, para vender los modelos en jugueterías, también fueron clientes varias compañías navieras, para las que Köster recreó sus nuevos barcos de vapor en una escala de 1:250, fieles a los originales.

### Dioramas

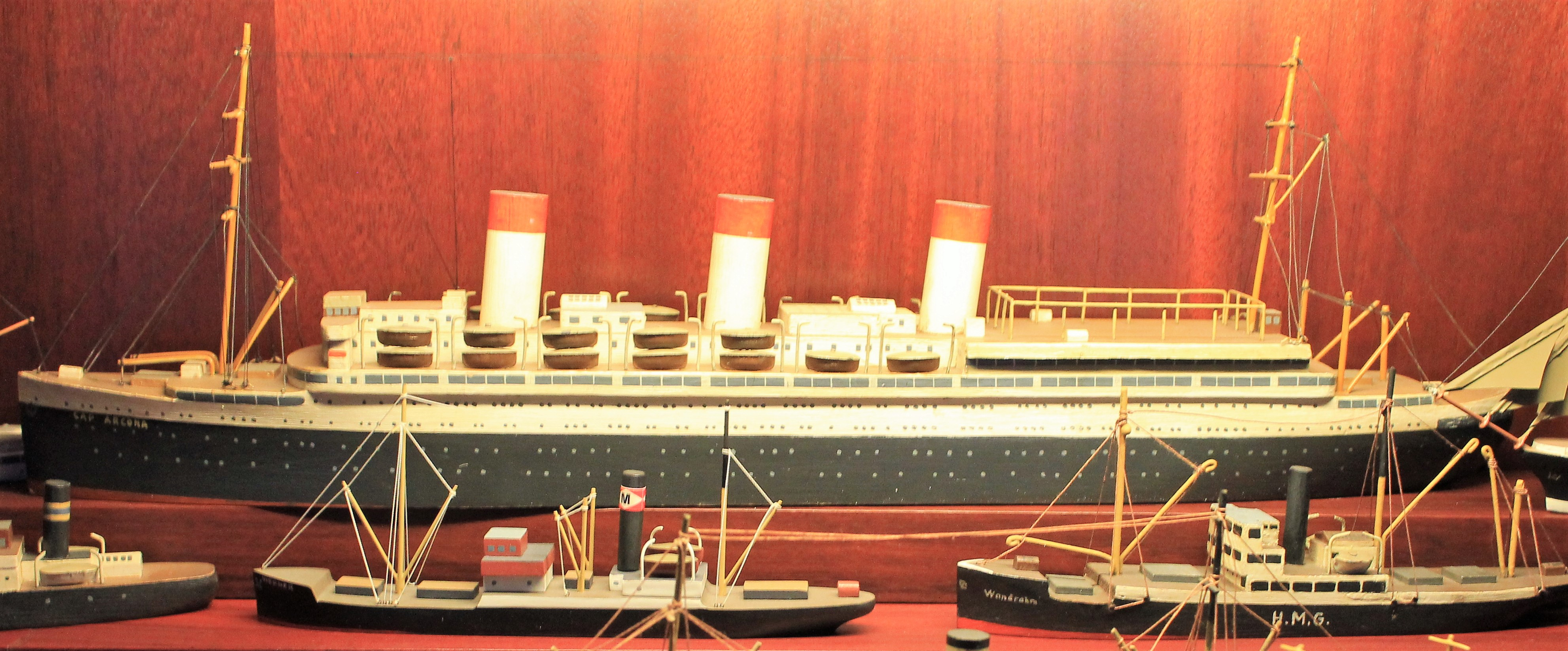
Varios modelos Köster, destacando el Cap Arcona, colección H.J. Steffen.

Si bien hasta ahora solo había construido barcos mercantes, a partir de 1936 Köster también comenzó a fabricar buques de guerra, y se crearon pequeños dioramas para compañías navieras como Hamburg Süd y Hapag, así como otros más complejos para autoridades y empresas portuarias.
El primer diorama de barcos disponible comercialmente se creó en 1935 para el Museo Comercial e Industrial de Hannover. Fue destruido durante la Segunda Guerra Mundial. En 1936, con motivo de su cuadragésimo aniversario, se creó un gran diorama de 25 m² que representa el puerto pesquero de Wesermünde. Actualmente el diorama sigue existiendo, expuesto en el Museo Morgenstern de Bremerhaven. Durante la guerra se quemó otro gran diorama de Köster, un modelo portuario completo de 75 m² a escala 1:400 para la Autoridad de Comercio, Navegación y Comercio de Hamburgo, fabricado entre 1936/1937.
El segundo gran diorama que sobrevivió a la guerra muestra el paisaje urbano de Hamburgo de 1644. Representa la defensa de Hamburgo en la guerra de los Treinta Años y la importancia que las Grandes Murallas tuvieron en este episodio.

## Exposiciones
De diciembre de 1996 a febrero de 1997 se celebró el bicentenario del nacimiento de Edmund Köster. El día de su cumpleaños tuvo lugar una exposición en el Museo de Historia de Hamburgo bajo el título "Die ganze Schiffahrt im Kleinen – Schiffs- und Hafenmodelle von Edmund Köster" ("El transporte marítimo completo a pequeña escala: maquetas de barcos y puertos de Edmund Köster") con modelos de la colección Hans-Jürgen Steffen. Actualmente las piezas se encuentran en el Museo Marítimo Internacional de Hamburgo. En noviembre de 2015, Hans-Jürgen Steffen creó una exposición que muestra la obra de Edmund Köster, en el noveno piso o "cubierta" del museo.